# Aleksandr Ivanov (schilder)

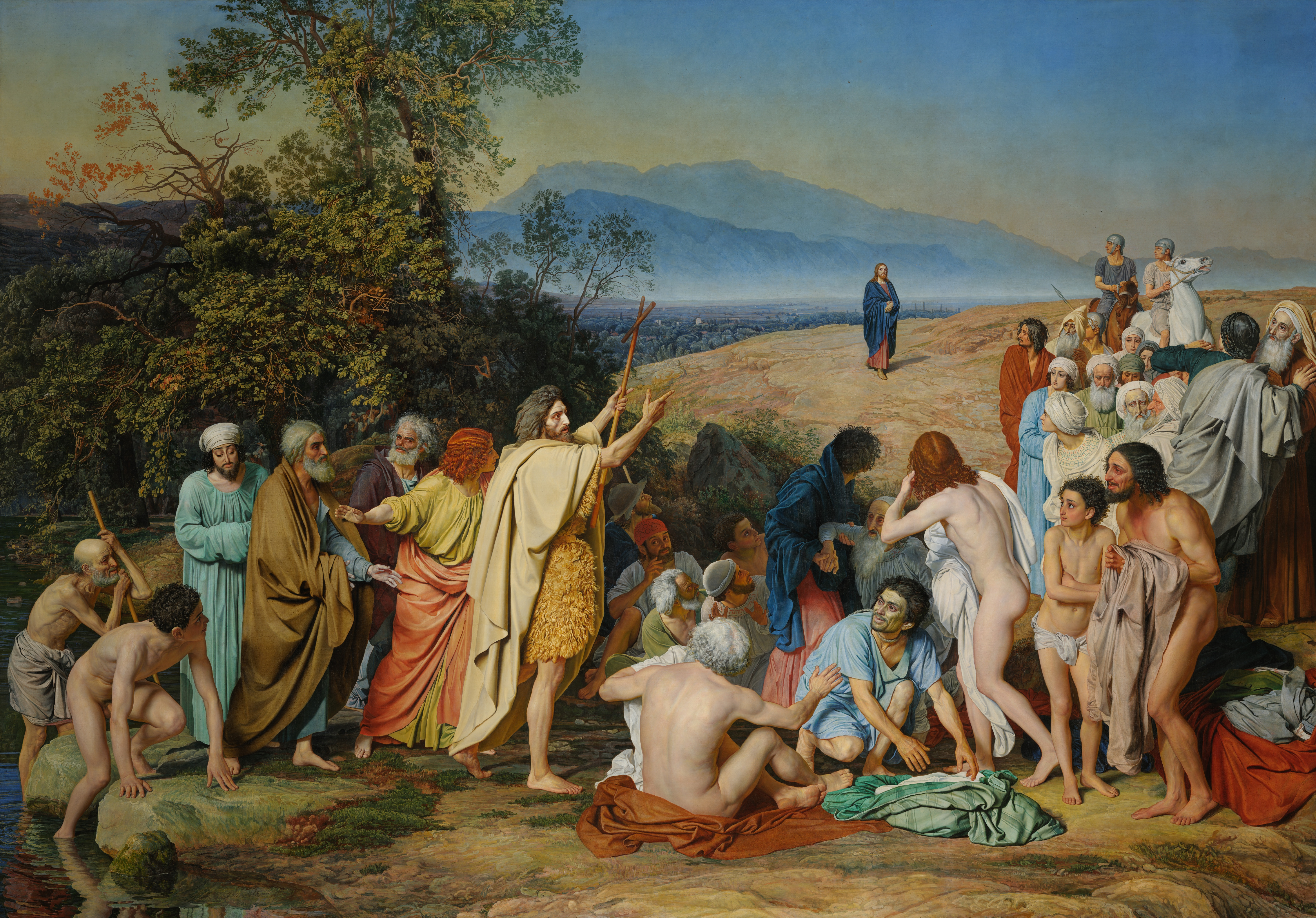
Verschijning van Christus aan de mensen, (Matteüs 3:13), 1837-1857, Tretjakov-Galerij, Moskou

Aleksandr Andrejevitsj Ivanov (Russisch: Александр Андреевич Иванов) (Sint-Petersburg, 16 juli 1806 - aldaar, 3 juli 1858) was een Russisch kunstschilder, die voornamelijk neoclassicistische stukken met historische of Bijbelse onderwerpen schilderde.
Reeds op elfjarige leeftijd studeerde Ivanov samen met Karl Brjoellov aan de Keizerlijke Academie der Schone Kunsten; hij kreeg daar les van zijn vader, Andrej Ivanovitsj Ivanov. Het grootste deel van zijn leven bracht Ivanov door in Rome, waar hij bevriend raakte met Nikolaj Gogol, en raakte hij onder de invloed van de Nazareners.
Zijn belangrijkste werk, waar hij gedurende 20 jaar (van 1837 tot 1857) aan werkte, is De verschijning van Christus aan de mensen naar het Bijbelverhaal Matteüs 3:13. Van dit werk zijn ongeveer 300 studies bewaard gebleven die ieder in hun eigen recht ook meesterwerken te noemen zijn. Het stuk werd door het publiek slecht ontvangen. Het doek hangt tegenwoordig in de Tretjakov-Galerij, maar de studies zijn voornamelijk in het Russisch Museum in Sint-Petersburg tentoongesteld.
In 1857 keerde Ivanov terug naar Sint-Petersburg. Op 3 juli 1858 stierf hij aan de gevolgen van cholera. Na zijn dood werd zijn werk alsnog door critici erkend als meesterwerk.
De beroemde kunstcriticus Vladimir Stasov schreef in 1861-2ː het belang van Ivanov voor de Russische kunst. Ivanov wordt hier beschouwd als een van de grootste kunstenaars uit zijn tijd. Hij eindigt dit essay in de trant van: Het wordt hoog tijd dat we Ivanov, die aanvankelijk niet werd begrepen en later werd vergeten, leren kennen en waarderen.